# فرناندو فيغا
فرناندو فيغا (بالإسبانية: Fernando Vega)‏ هو لاعب كرة قدم أرجنتيني في مركز الوسط، ولد في 7 مايو 1995 في الأرجنتين. لعب مع نادي ألميرانته براون.

## وصلات خارجية
- فرناندو فيغا على موقع Soccerway.com (الإنجليزية)